# Serigrafía

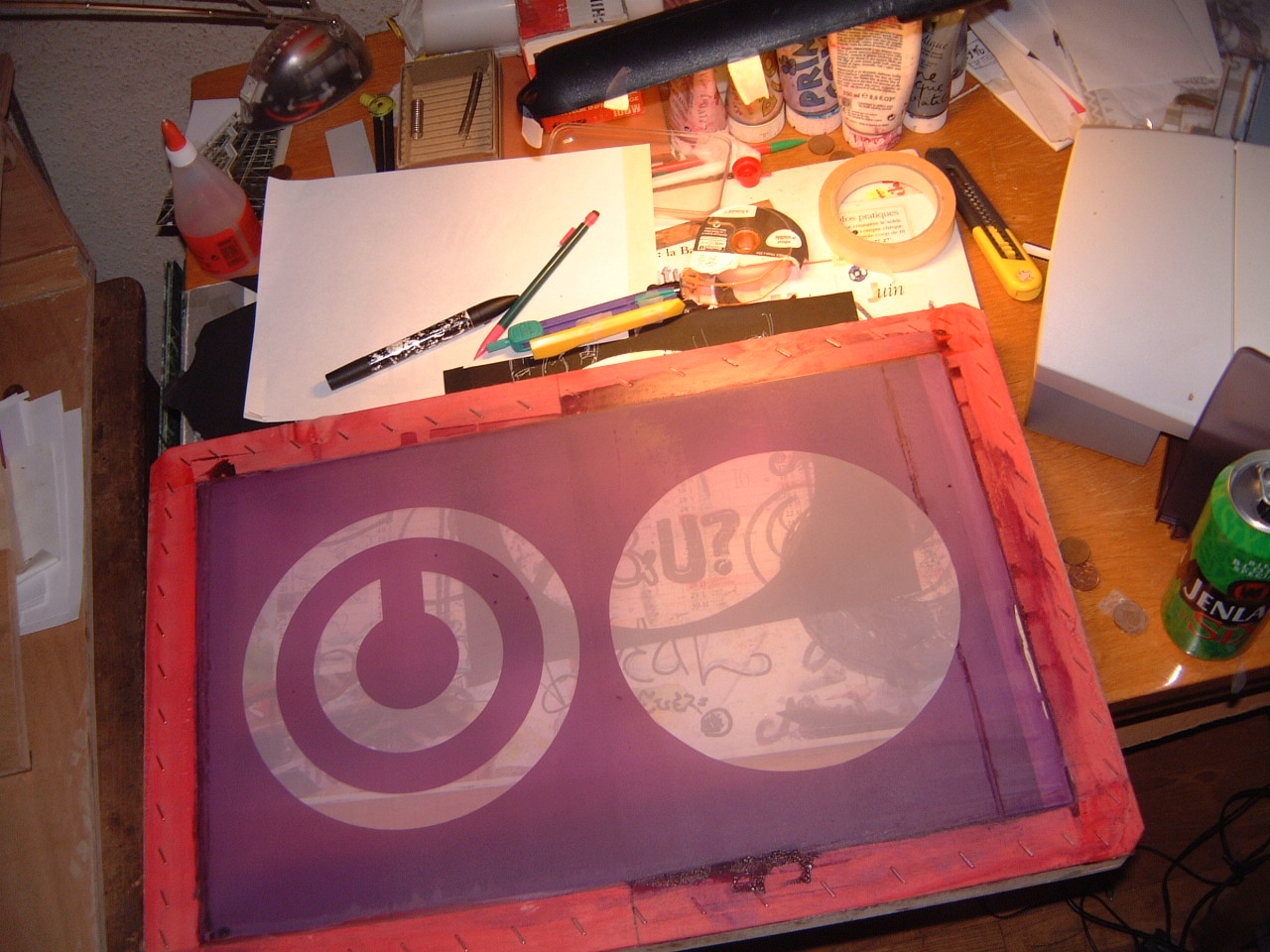
Diseño para serigrafía

La serigrafía es una técnica de impresión en el método de reproducción de documentos e imágenes sobre cualquier material que consiste en transferir una tinta a través de una malla tensada en un marco. El paso de la tinta se bloquea en las áreas donde no habrá imagen mediante una emulsión o barniz, y queda libre en las zonas donde pasará la tinta.
El sistema de impresión es repetitivo, esto es, una vez que en el primer modelo se ha logrado, la impresión puede ser repetida cientos y hasta miles de veces sin perder resolución.

## Aplicación
Se sitúa una malla previamente revelada por algún diseño que estará unida a un marco para mantenerla siempre tensa y posteriormente ser sujetada por un pulpo o mesa lineal que contará con un soporte a imprimir. Se colocará tinta para serigrafía en la parte superior de la malla sin tocar el diseño y se comenzará a ejercer una presión moderada con un rasero, generalmente de caucho para aplicarlo sobre algún objeto.
La impresión se realiza a través de impresora, enmarcada en un marco, que se emulsiona con una materia fotosensible. Por contacto, el original se expone a la luz para endurecer las partes libres de imagen. Por el lavado con agua se diluye la parte no expuesta, dejando esas partes libres en la tela del cual se coloca la tinta, que se extiende sobre toda la tela por medio de una regla de goma. La tinta pasa a través de la malla en la parte de la imagen y se deposita en el papel, tela, vidrio, plástico, acrílico y casi cualquier material.

## Historia
Las técnicas serigráficas más antiguas provienen de la cultura oriental. Se estima que las primeras impresiones fueron realizadas por los nativos de las islas Fiyi, en el año 3000 a. C., utilizando hojas de plátano agujereadas para la distribución de las tintas. La historia de la serigrafía data de esta época.
Su nombre proviene de sericum (seda, en latín) graphe (escribir, en griego).
En las cavernas de los Pirineos se han encontrado un centenar de dibujos realizados con esta técnica. Los egipcios emplearon la serigrafía para la decoración de murales y el diseño de interiores de templos y pirámides. En la antigüedad se fabricaban unas calcomanías que se aplicaban en los artículos de uso diario, platos, vasos, etc.[cita requerida] En Europa se utilizó para imprimir telas, en lo que se llamó "impresión a la lionesa", por ser el lugar en donde se aplicaba este sistema.
En Europa, la serigrafía se hizo popular en el siglo XVIII, y se utilizó principalmente para producir lienzos para pinturas y para imprimir diseños en tela. En el siglo XIX, la serigrafía se utilizó para imprimir diseños en vidrio y en otros materiales.
En el siglo XX, la serigrafía se popularizó aún más con el desarrollo de nuevas técnicas y materiales, y se utilizó para imprimir una gran variedad de productos, como carteles publicitarios, playeras, tarjetas de presentación y otros materiales promocionales. En la actualidad, la serigrafía sigue siendo una técnica muy utilizada en la industria gráfica y de la impresión en general y se utiliza para producir una amplia gama de productos impresos de alta calidad.
Las primeras serigrafías sobre papel (carteles publicitarios) aparecen en Estados Unidos sobre 1916 con una nota pendiente de concesión. La primera patente concedida es para Selectasine en 1918.
Guy Maccoy fue el primero en emplear la técnica de la serigrafía con fines artísticos. Realizó sus dos primeras serigrafías en 1932; ambas eran alrededor de 9 x 11 pulgadas y tiró aproximadamente 40 copias de cada diseño. En 1938 tuvo su primera exposición individual, la primera de serigrafías en una galería.
Es en Estados Unidos, y con el auge de la fotografía y los productos químicos, donde toma un impulso espectacular; por ser un método muy versátil para poder imprimir en muchos materiales, hoy en día pueden distinguirse miles de artículos procesados con serigrafía.

### 1960s
Se da crédito al artista Andy Warhol por popularizar la serigrafía como una técnica artística. Las serigrafías de Warhol incluyen su Marilyn Diptych de 1962, que es un retrato de la actriz Marilyn Monroe impreso en colores llamativos. Warhol fue apoyado en su producción por el maestro impresor de pantalla Michel Caza, miembro fundador de Fespa.
La hermana Mary Corita Kent ganó fama internacional por sus vibrantes serigrafías durante las décadas de 1960 y 1970. Sus obras eran de color arco iris, contenían palabras que eran a la vez políticas y fomentaban la paz, el amor y el cuidado.
El empresario, artista e inventor estadounidense Michael Vasilantone comenzó a usar, desarrollar y vender una máquina rotativa de serigrafía de prendas multicolores en 1960. Vasilantone solicitó más tarde una patente sobre su invención en 1967, concedida el número 3.427.964 el 18 de febrero de 1969.[La máquina original se fabricó para imprimir logotipos e información de equipo en prendas de bolos, pero pronto se dirigió a la nueva moda de la impresión en camisetas. La patente Vasilantone fue licenciada por múltiples fabricantes y la producción resultante y el auge de las camisetas impresas hicieron que esta máquina de serigrafía de prendas de vestir fuera popular. Serigrafía en prendas de vestir actualmente representa más de la mitad de la actividad de serigrafía en los Estados Unidos.
La serigrafía gráfica se utiliza ampliamente hoy en día para crear gráficos producidos en masa o lotes grandes, como carteles o stands de exhibición. Las impresiones a todo color se pueden crear imprimiendo en CMYK (cian, magenta, amarillo y negro).
La serigrafía se presta bien a la impresión en lienzo. Andy Warhol, Arthur Okamura, Robert Rauschenberg, Roy Lichtenstein, Harry Gottlieb y muchos otros artistas han utilizado la serigrafía como expresión de creatividad y visión artística.
Otra variación, la serigrafía híbrida digital, es una unión entre la serigrafía analógica y la impresión digital tradicional directa a prendas de vestir, dos de las tecnologías de embellecimiento textil más comunes en uso hoy en día. Esencialmente, la serigrafía híbrida digital es una prensa de serigrafía automática con una mejora digital CMYK ubicada en una de las estaciones de serigrafía. La serigrafía híbrida digital es capaz de opciones de datos variables, creando infinitas personalizaciones, con la capacidad añadida de técnicas específicas de serigrafía.

## Tipos
- - Serigrafía manual
  - Serigrafía semi automática
  - Serigrafía circular
  - Serigrafía en paraguas
  - Serigrafía automática y textil

## Material
Vale decir que una de las razones por la que la seda ha quedado prácticamente en desuso es porque por más que se estire, cuando toma la humedad ambiente, se vuelve a aflojar. Comúnmente se utilizan el poliéster, el nailon o materiales acrílicos.
El diámetro de los hilos que constituyen la gasa es uniforme, pero las gasas pueden ser de distintos grosores; para un trabajo con más detalle se prefieren gasas de un tejido más cerrado. Para uso textil, la cantidad de hilos se encuentra entre los 18 y los 90 hilos por cm lineal. Para uso con tintas al solvente (impresiones no textiles) como plásticos, madera, metales u otros materiales, las mallas (sedas) tienen que ser de trama más cerrada, entre 100 y 200 hilos por cm lineal. Para el uso de tintas base agua se recomienda una cantidad de hilos de 34 hasta 62 hilos; en algunos casos, dependiendo de lo diluida que esté la tinta, podremos emplear hasta 90 hilos. 
El color de las gasas varía entre el blanco y el amarillo; estas últimas permiten obtener una mejor calidad en la copia del original, dado que no refractan la luz. Las sedas pueden ser monofilamento o multifilamento, las "mono" son más resistentes y mantienen el tensado en el marco, otorgándoles una muy buena estabilidad dimensional, diferenciándose de las multifilamento, que son de baja calidad y poca durabilidad. La malla de color amarillo es muy utilizada en serigrafía sobre papel en tramados a partir de 90 hilos. En algunos casos se usan en mallas de 77 hilos y de color amarillo para textil para conseguir una mejor definición.

## Preparación
Durante su preparación, la gasa debe ser unida en forma tensa al marco. La tensión en la gasa es muy importante para obtener buenos resultados. La tensión puede ser irregular dependiendo de la resistencia de la gasa, por ejemplo si la gasa escogida es constituida de hilos más delgados, o si la gasa se monta al marco en forma manual.
La tensión sobre la superficie puede ser medida con un instrumento de medición en newton. 
Una variación usa cilindros de acero inoxidable, con minúsculos poros por donde pasa la tinta, la presión se ejerce con un cilindro metálico alojado en el interior del cilindro de impresión; este modo es empleado en la estampación textil y para fabricar las pistas de los circuitos impresos.
Después de un largo proceso de preparación, la seda o tela queda completamente estirada y ordenada dándole forma y regularidad.

## Proceso
1. Como primer paso se debe obtener un soporte textil adecuado a la tarea a realizar, dependiendo de la resolución final del estampado, por ejemplo, para imprimir un cartel publicitario se debería usar muselina, con aproximadamente 20 hilos, o si se desea un dibujo minúsculo se usa seda sintética para serigrafía, debido a que ésta tiene más de 100 hilos y por tanto los orificios quedarán más pequeños.
2. La preparación del bastidor es muy similar a la preparación de lienzos para pintura al óleo. Se tensa la muselina o la seda serigráfica al bastidor de madera o al marco metálico, teniendo en consideración que el soporte textil debe quedar tensado hasta que no presente arrugas, para que al momento de imprimir no se rasgue. Normalmente se sostiene con grapas al bastidor de madera templando de un punto a la vez y de manera cruzada, esto con el fin de que la tensión quede pareja en todas las esquinas.
3. Se pueden realizar en distintos materiales, hasta hace unos años se hacían con una lámina de acetato transparente la cual se pintaba con marcador o tinta china, otro método era con fotocopias en acetato transparente, actualmente se realizan mediante impresoras térmicas diseñadas exclusivamente para tal fin y que utilizan filme exclusivo de alta calidad o con impresoras convencionales sobre papel bond común, de 75 gramos, al cual se pinta por el revés con aceite de almendras, esto hace que el papel se torne transparente y permita el quemado de la plancha.
4. Existen diversas emulsiones en el mercado, dependiendo de la tinta con la que se ha de imprimir, la más común es la emulsión fotoserigame de color azul (esto cambia mucho según el país dónde residas), la cual se usa para estampar con tintas con base de agua y con base de bencina (varsol), también existe la emulsión roja para imprimir con tintas con base de PVC, ésta no es resistente a las tintas con base en agua, estas emulsiones son activadas con bicromato de amonio.
Los colores de las emulsiones no se deben de asociar a un proceso de impresión, cada fabricante decide añadir un color u otro a su producto con tal de hacerlo más visible, es márquetin.
Para realizar las planchas de impresión debe hacerse en oscuridad o penumbra, o con ayuda de lámparas de seguridad utilizando luz roja o amarilla.
En algunos casos, según el fabricante de la emulsión, podremos realizar el emulsionado con luz no-directa artificial para poder ver mejor. En ningún caso se debe de hacer con luz directa del sol o UV.
5. Se le adiciona a la emulsión el bicromato de amonio (el bicromato está prohibido en Europa y en EE. UU.), en la cantidad que indique el fabricante, normalmente son unas pocas gotas, cabe recordar que estos materiales son fotosensibles, lo más recomendable es almacenarlos en un sitio oscuro o dentro de bolsas plásticas de color negro, una vez preparada la emulsión se extiende de manera pareja con una canal o una espátula sobre el bastidor con la seda tensionada y se deja secar en un sitio oscuro o con la ayuda de un secador de cabello, una vez seca, la emulsión se torna algo transparente.
Gracias a la evolución de la serigrafía en el mundo industrial y artístico los fabricantes han empezado a crear emulsiones directas, vienen preparadas para su uso sin necesidad de mezclarlas con otros productos.
En algunos países se utiliza el diazo en vez de bicromato. El diazo es un sensibilizador que activa la emulsión y la hace fotosensible,
6. Para revelar las planchas se usa una fuente de luz, normalmente una mesa de dibujo para calcar, la emulsión reacciona dependiendo de la cantidad de luz por esto es importante hacer pruebas para determinar el tiempo de exposición, habitualmente para una mesa de dibujo se expone durante no más de un minuto, también se puede usar el foco de un cuarto, para ello se debe exponer por aproximadamente 20 minutos o usar lámparas de cajón construidas para este fin, con varias lámparas fluorescentes.
7. Teniendo el bastidor con la emulsión seca se ubica el fotolito, también llamado arte, realizado debajo de él, el objetivo es que las partes negras del fotolito no dejen pasar la luz hacia ciertas partes de la seda emulsionada, por lo tanto, en estas partes la emulsión no se curará y podrá ser lavada posteriormente, hay que tener en cuenta que no debe de quedar espacio entre el fotolito y la plancha, para esto se usan libros o cualquier elemento que presione la seda sobre los fotolitos.
8. Después de la exposición de la plancha se procede a revelar, en este momento se puede salir del cuarto oscuro hacia un fregadero, suavemente se frota la seda con la mano o con un pincel, las partes que no fueron expuestas a la luz se diluirán fácilmente dejando la seda en blanco, no se debe frotar mucho porque toda la emulsión se caerá. 
En caso de que no se revelen las partes de la plancha se debe a que la plancha quedó sobreexpuesta, de lo contrario si toda la plancha queda en blanco es porque quedó subexpuesta y necesitaba más tiempo para reaccionar.

## Usos

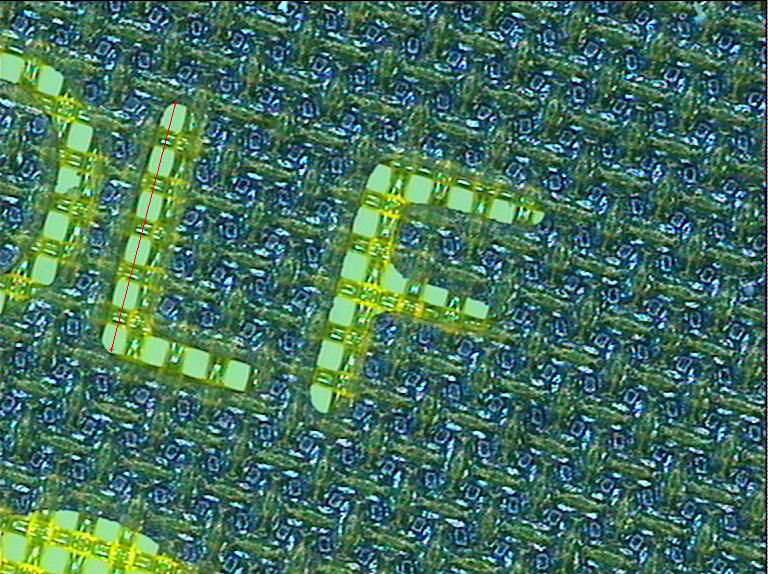
Áreas pequeñas que forman letras sobre la gasa no son bloqueadas.

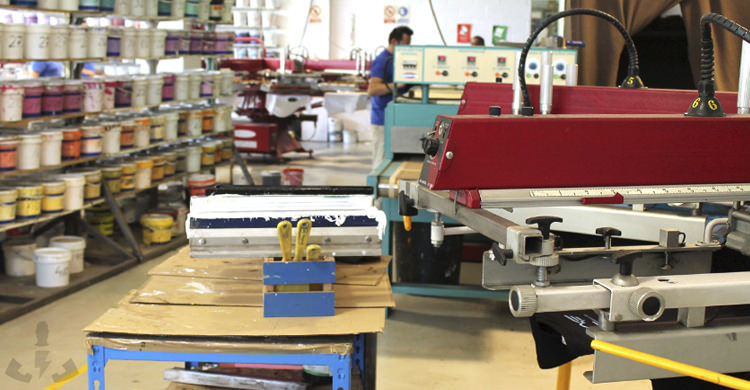
Taller de serigrafía

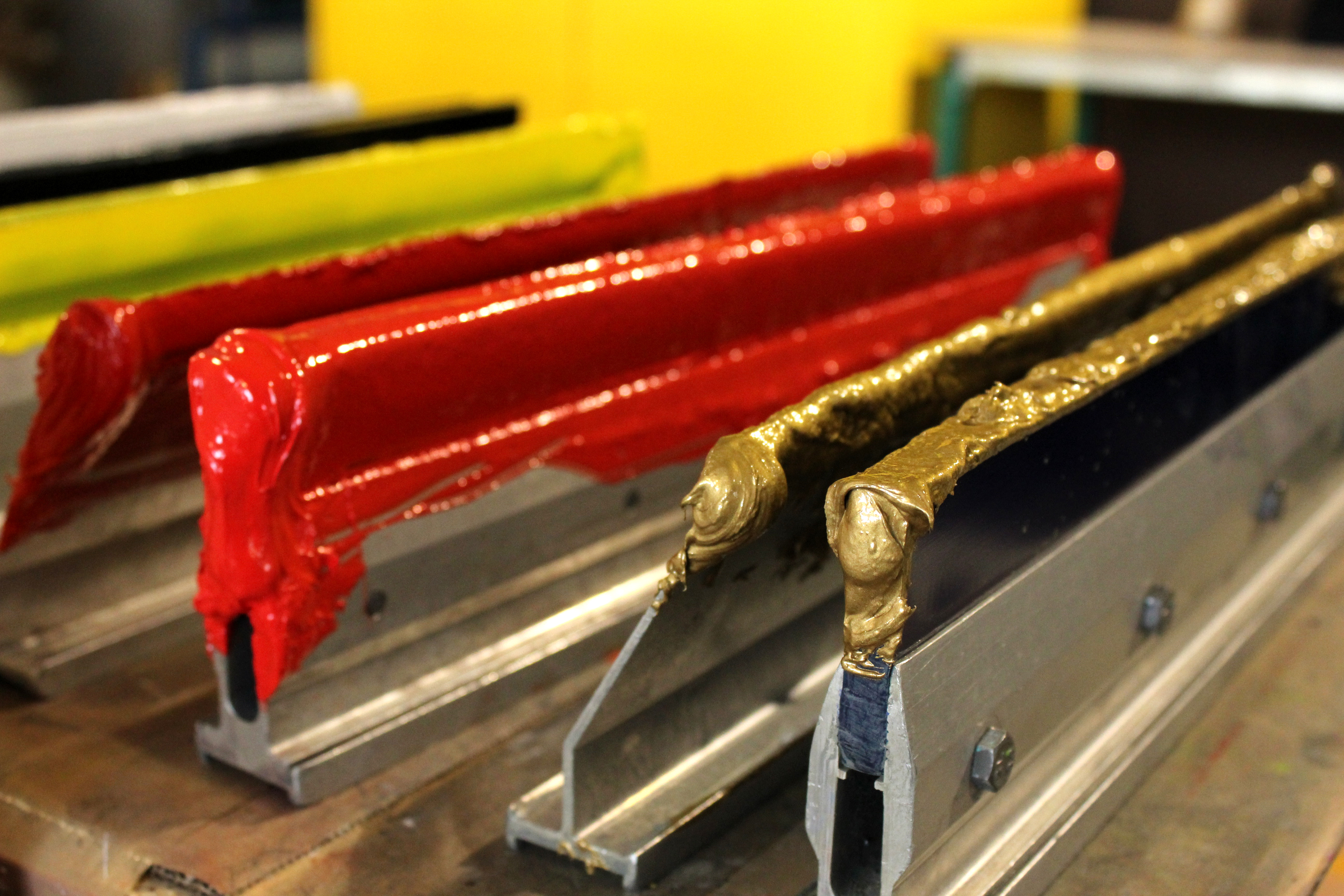
Detalle tinta serigrafía

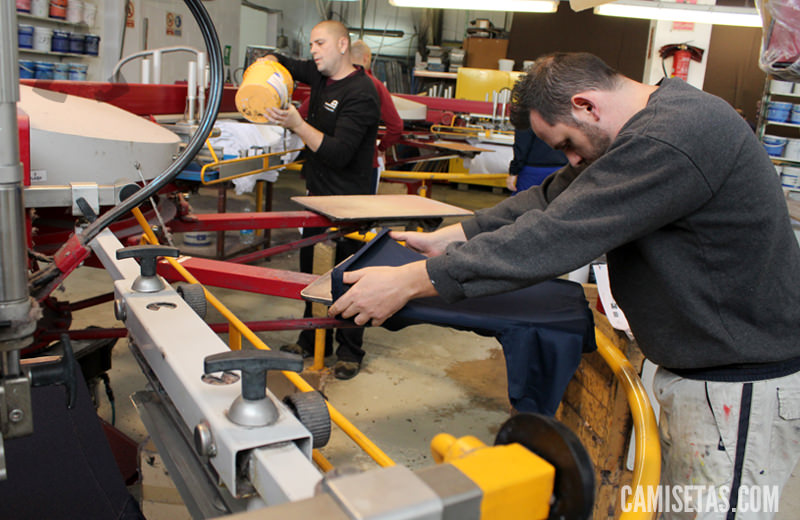
Máquina de serigrafía sobre camisetas

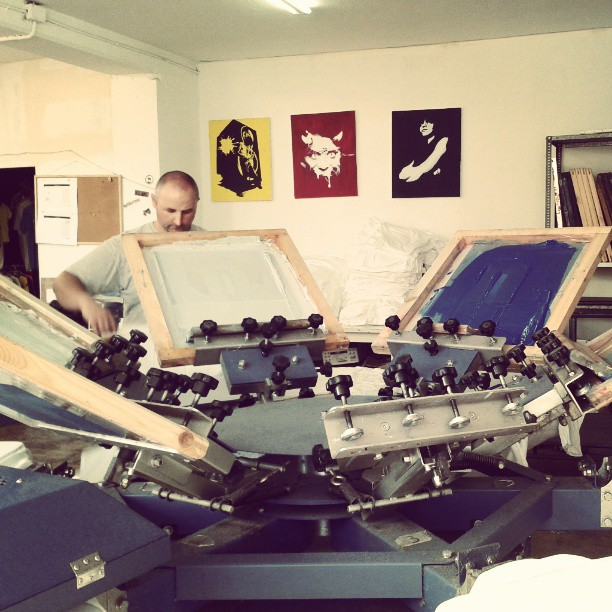
Máquina de serigrafía 6 colores

- El procedimiento de impresión es muy utilizado para hacer reproducciones de arte y de anuncios; en la reproducción de obra de arte, pinturas, dibujos, carteles, etc.

La serigrafía artística es una obra original, sólo que seriada o multiplicada, generalmente de ediciones muy limitadas. Se realiza en colaboración con el artista y está firmada y numerada a lápiz por el propio pintor. 
Grandes artistas han empleado esta técnica Warhol. Miró. Tápies. Chillida. Equipo Crónica. Gordillo. Saura. G.Rueda. Canogar. Guinovart, etc.
La Biblioteca Nacional de España, El Museo del Grabado de Marbella, el Museo de Obra Gráfica en San Clemente (Cuenca) y Ferias como Estampa en Madrid o SAGA en París, entre otras instituciones, avalan la Obra Gráfica y las ediciones de arte contemporáneo.
- En el estampado de tejidos, camisetas, vestidos, telas, corbatas, material de deporte, calzado, lonas, y en todo tipo de ropa.
- En la impresión de plásticos. Marquesinas, paneles, elementos de decoración, placas de señalización y marcaje, tableros de control, etc.
- En la impresión de madera y corcho, para elementos de decoración, puertas, muebles, paneles, etc.
- En la impresión de calcomanías y etiquetas. Calcomanías al agua y secas, etiquetas en complejos o materiales autoadhesivos (papel y policloruro de vinilo (PVC)), calcomanías vitrificables para la decoración de azulejos, vidrio y cerámica.
- Decoración de cristal, para espejos y material, para todo tipo de máquinas recreativas y de juego, y en cilíndrico para frascos, botellas, envases, jeringuillas, ampollas, vasijas, etc.
- Para el flocado de todo tipo de materiales, en este caso el adhesivo se aplica también por serigrafía.
- En la producción de cartelería mural de gran formato, las vallas de publicidad exterior, por la resistencia de las tintas a los rayos ultravioleta.
- En todo tipo de materiales para decoración de escaparates, mostradores, vitrinas, interiores de tiendas, y, en cualquier escala, elementos de decoración promocionales y publicitarios.
- Decoración directa por medio de esmaltes y vitrificables de barro, cerámica, porcelana, etc.
- Etiquetas en aluminio, cartulinas, cueros, tejidos, etc.
- Producción de circuitos impresos.
- Decoración de corcho y madera.
- Rotulación y marcaje con transportadores para vehículos y material de automoción.
- Impresión de cubiertas para carpetas, libros, etc.
- Impresión de artículos mercadotécnicos. Lapiceros, llaveros, etc.

Las impresiones serigráficas pueden detectarse porque cada color tiene cierto relieve, y en los contornos de las imágenes de trazado, como los textos, si los aumentamos, aparecerán con una forma que recuerda a los dientes de una sierra.
Sería difícil llegar a un detalle completo de todas ellas, ya que evoluciona de forma continua precisamente por sus posibilidades de aplicación en cualquier tipo de soporte.
Algunos ejemplos de técnicas para la serigrafía en textiles son: Selección de color ( impresión a todo color sobre la prenda, ya sea con fondos claros u oscuros), Discharge printing: Por corrosión del color de la prenda, Foil: Utilizando láminas de papel metalizadas, High Density (HD) : Serigrafía de alto relieve, estas se pueden aplicar combinando también las láminas metalizadas; Glitters, purpurinas, escarchas y efectos de destellos, Flock: que ofrece un acabado parecido al terciopelo, etc.
Cada día las empresas que se dedican a la industria textil, obligan a los fabricantes de tintas serigráficas, a explorar nuevas técnicas, inventarlas o renovarlas, para poder ofrecer siempre algo innovador al mercado.